# Rio Meycauayan
Rio Meycauayan é um rio da Manila, com aproximadamente 20 km de extensão.É um rio que corta a cidade de Meycauayan e está poluido por causa da massiva industrialização de farmacêuticas, indústrias de transformação, metarlúgica ,siderúrgica e reciclagem que ocorre na área.